# مایکل فوت
مایکل فوت (انگلیسی: Michael Foot; ۲۳ ژوئیهٔ ۱۹۱۳ – ۳ مارس ۲۰۱۰) سیاست‌مدار اهل بریتانیا بود.
از باشگاه‌هایی که در آن بازی کرده‌است می‌توان به باشگاه فوتبال پلیموث آرگیل اشاره کرد.